# ایجکوو
ایجکوو (به لهستانی:  Idzików) یک روستا در لهستان است که در گمینا بستژتسا کووزکا واقع شده‌است.